# Parrocchia di Allen
La parrocchia di Allen (in inglese Allen Parish) è una parrocchia dello Stato della Louisiana, negli Stati Uniti. La popolazione al censimento del 2000 era di 25 440 abitanti. Il capoluogo è Oberlin.

## Geografia
La parrocchia si trova nel sud-ovest dello Stato, a ovest dell'Acadiana. Rientra nella ecoregione Piney Woods ed è pianeggiante. I fiumi principale sono Calcasieu River e Ouiski Chitto Creek. Si tratta di un territorio prettamente rurale.
Nella contea si trova la riserva dei nativi Coushatta.

### Parrocchie confinanti
- Parrocchia di Rapides - nord
- Parrocchia di Evangeline - est
- Parrocchia di Jefferson Davis - sud
- Parrocchia di Beauregard - ovest
- Parrocchia di Vernon - nord-ovest

## Storia
La parrocchia (in Louisiana le parrocchie costituiscono un livello amministrativo equivalente a quello delle contee degli altri stati degli USA) fu creata nel 1912. Deve il suo nome al generale e governatore della Louisiana Henry Watkins Allen.

## Comuni
La contea include i seguenti comuni:
- Elizabeth - village
- Kinder - town
- Oakdale - city
- Oberlin (capoluogo) - town
- Reeves - village